# خافيير مارين
خافيير مارين (بالإسبانية: Javier Marín)‏ هو رسام مكسيكي، ولد في 1962 في أوروابان في المكسيك.